# 2.º Escuadrón de Cruceros (Reino Unido)
El 2.º Escuadrón de Cruceros (oficialmente y en inglés 2nd Cruiser Squadron) fue una formación de cruceros de la Marina Real Británica de 1904 a 1919, de 1921 a 1941 y nuevamente de 1946 a 1952.

## Historia

### Primera época
El 2.º Escuadrón de Cruceros se formó por primera vez en diciembre de 1904 y seguidamente se puso bajo el mando del príncipe Luis de Battenberg en febrero de 1905. Fue sucedido por el contralmirante Charles Adair el 23 de febrero de 1907. El escuadrón fue asignado por primera vez a la Flota del Atlántico hasta febrero de 1909. En marzo de 1909 fue transferido a la 2.ª División de la Home Fleet hasta abril de 1912. Desde mayo de 1912 hasta julio de 1914 estuvo en la Primera Flota. Coincidiendo con la Primera Guerra Mundial, entre agosto de 1914 y noviembre de 1918 formó parte de la Gran Flota, constituida expresamente en el marco de la Primera Guerra Mundial.  A lo largo de este primer periodo, el escuadrón fue  sucesivamente comandado por doce almirantes antes de ser disuelto el 1 de febrero de 1919.

### Segunda época
El 2.º Escuadrón de Cruceros fue constituido nuevamente el 14 de mayo de 1921, siendo asignado a la Flota del Atlántico hasta 1932 cuando esta última flota fue reconfigurada como Home Fleet. El escuadrón fue disuelto en 1941 nuevamente.

### Tercera época
En octubre de 1946, el 10.º Escuadrón de Cruceros de la Home Fleet fue reconfigurado como 2.º Escuadrón de Cruceros y fue asignado a la Flota del Mediterráneo. En 1947 fue reasignado a la Home Fleet hasta 1952, cuando fue definitivamente disuelto.

## Oficiales al mando.

### Primera época
Titulares al mando incluildos:
- Contraalmirante Louis Alexander Mountbatten: Febrero de 1905 - Febrero de 1907
- Contraalmirante Charles H. Adair: Febrero de 1907-Septiembre de 1908
- Contraalmirante Sir Percy M. Scott: Septiembre de 1908-Febrero de 1909
- Contraalmirante Robert S. Lowry: Febrero de 1909-November 1910
- Contraalmirante Sir George J.S. Warrender: Noviembre de 1910-Diciembre de 1912
- Contraalmirante Sir F.C. Doveton Sturdee: Diciembre de 1912-Diciembre de 1913
- Contraalmirante Charles E. Madden: Diciembre de 1913-Julio de 1914
- Vicealmirante el Hon. Sir Somerset A. Gough-Calthorpe: Julio de 1914-Mayo de 1916
- Contraalmirante Herbert L. Heath: Mayo-November 1916
- Contraalmirante Sydney R. Fremantle: Enero-Diciembre de 1917
- Vicealmirante Sir Reginald G.O. Tupper: Diciembre de 1917-Febrero de 1918
- Contraalmirante Edward F. Bruen: Febrero de 1918-Febrero de 1919

Escuadrón disuelto

### Segunda época
- Contraalmirante William A. Howard Kelly: Mayo de 1925-Mayo de 1927
- Contraalmirante Frank Larken: Mayo de 1927-Mayo de 1929
- Contraalmirante el Hon. Matthew R. Best: Mayo de 1929-abril de 1931
- Vicealmirante Edward Astley-Rushton: abril de 1931-Diciembre de 1932
- Contraalmirante Percy L. H. Noble: Diciembre de 1932-Diciembre de 1934
- Vicealmirante Sir Sidney J. Meyrick: Diciembre de 1934-Diciembre de 1936
- Contraalmirante Thomas N. P. Calvert: Diciembre de 1936-Junio de 1938
- Vicealmirante Sir Frederick Edward-Collins: Junio de 1938-abril de 1940
- Contraalmirante Alban T. B. Curteis: Mayo de 1940-Junio de 1941

Escuadrón disuelto

### Tercera época
- Contraalmirante Reginald M. Servaes: Septiembre de 1946
- Contraalmirante Herbert A. Packer: Octubre de 1946-Enero de 1948
- Vicealmirante el Hon. Sir Guy H.E. Russell: Enero de 1948-May 1949
- Contraalmirante William Slayter: Mayo de 1949-Agosto de 1950
- Vicealmirante Sir  C. Aubrey L. Mansergh: Agosto de 1950-1952